# ژاک ریمی (بازیکن فوتبال)
ژاک ریمی (انگلیسی: Jacques Rémy؛ زادهٔ ۳ مارس ۱۹۷۲) بازیکن فوتبال اهل فرانسه است.
از باشگاه‌هایی که در آن بازی کرده‌است می‌توان به باشگاه فوتبال استراسبورگ و باشگاه فوتبال کان اشاره کرد.